# César Bosco Vivas Robelo
César Bosco Vivas Robelo (ur. 14 listopada 1941 w Masaya, zm. 23 czerwca 2020 w Managui) – nikaraguański duchowny rzymskokatolicki, w latach 1991–2019 biskup León en Nicaragua.